# Caithness (Novo Brunswick)
Caithness é um povoado localizado na província canadense de New Brunswick.